# Ochotona gaoligongensis
Il pica di Gaoligong (Ochotona gaoligongensis Wang, Dong & Duan, 1988) è un mammifero lagomorfo della famiglia degli Ocotonidi.
Questi animali sono endemici della Cina, dove vivono sui monti che danno loro il nome, posti al confine fra le province dello Yunnan, del Sichuan e il Tibet.
Si tratta di animali lunghi una ventina di centimetri, simili a grossi criceti: possiedono infatti fisionomia tozza ed arrotondata, con corte zampe ricoperte di pelo anche sulla pianta dei piedi e negli spazi fra le dita. Il pelo, grigio-bruno sul dorso d'inverno, si arricchisce di sfumature rossicce durante l'estate, mentre il ventre rimane sempre di colore chiaro.
Si tratta di animali diurni, che prediligono le aree rocciose e ricche di nascondigli, uno dei quali viene eletto a tana dell'animale. Vivono solitari, al massimo in coppie, e mentre uno dei due cerca il cibo l'altro rimane di vedetta, pronto a lanciare un acuto fischio d'allarme in caso scorga predatori od intrusi.

Durante l'estate, lavorano alacremente al fine di accumulare erbe da essiccare in vista dell'inverno: questi animali, infatti, non vanno in letargo (pur riducendo sensibilmente il loro tasso metabolico nei periodi più freddi) e perciò hanno bisogno di un approvvigionamento costante di cibo per i periodi di magra. Se per caso accade che la scorta di viveri finisca prima del ritorno della bella stagione, gli animali sono forzati ad uscire dalla tana alla ricerca di cibo, scavando lunghi tunnel sotto la neve.